# Монтефалконе ди Вал Форторе
Монтефалконе ди Вал Форторе (итал. Montefalcone di Val Fortore) је насеље у Италији у округу Беневенто, региону Кампанија.
Према процени из 2011. у насељу је живело 1650 становника. Насеље се налази на надморској висини од 840 м.

## Становништво
Према резултатима пописа становништва 2011. у општини је живело 1.650 становника.
| 1931. | 1936. | 1951. | 1961. | 1971. | 1981. | 1991. | 2001. | 2011. |
| ----- | ----- | ----- | ----- | ----- | ----- | ----- | ----- | ----- |
| 3.444 | 3.700 | 3.651 | 3.168 | 2.639 | 2.366 | 2.063 | 1.837 | 1.650 |